# Гамильтон (фильм, 2020)
«Гамильтон» (англ. Hamilton) ― американский биографический музыкальный исторический драматический фильм 2020 года, состоящий из живой сценической записи одноимённого бродвейского мюзикла 2015 года, который был вдохновлен биографией Рона Черноу «Александр Гамильтон» 2004 года. Режиссёром и продюсером фильма выступил Томас Кейл, а продюсером, автором сценария и композитором ― Лин-Мануэль Миранда.
Первоначально фильма должен был выйти в кинотеатрах 15 октября 2021 года, но в результате был выпущен по всему миру для трансляции на Disney+ 3 июля 2020 года. Признанный критиками за визуальные эффекты, постановку и режиссуру, он стал одним из самых популярных фильмов 2020 года. Фильм был назван Американским институтом кино одним из лучших фильмов 2020 года и был номинирован на 78-ю премию Золотой глобус в категории «Лучший фильм — мюзикл или комедия» и «Лучшая мужская роль в кино-мюзикле или комедии», а Давид Диггз был номинирован на премию Гильдии киноактёров. «Гамильтон» также был номинирован на двенадцать премий Эмми и получил две из них.

## Сюжет
Мюзикл, состоящий из двух актов, представляет собой драматизированный рассказ о жизни и карьере Александра Гамильтона, осиротевшего иммигранта с карибского острова Невис. Первый акт рассказывает о прибытии Гамильтона в Нью-Йорк в 1776 году, его работе в Континентальной армии в качестве адъютанта генерала Джорджа Вашингтона во время Американской революции, а также о его ухаживании и женитьбе на Элизе Скайлер. Второй акт рассказывает о послевоенной работе Гамильтона в качестве первого секретаря казначейства Соединённых Штатов, его романе с Марией Рейнольдс, смерти его сына Филиппа и, наконец, его собственной смерти на дуэли с Аароном Берром.

## В ролях
- Давид Диггз ― Жильбер Ла Файет и Томас Джефферсон
- Рене Элиз Голдсберри ― Анжелика Чёрч
- Джонатан Грофф — Георг III
- Кристофер Джексон — Джордж Вашингтон
- Жасмин Кифас Джонс ― Маргарита (Пегги) Скайлер ван Ренсселер
- Лин-Мануэль Миранда ― Александр Гамильтон
- Лесли Одом-младший — Аарон Бёрр
- Окиериете Онаодован ― Геркулес Маллиган / Джеймс Медисон
- Энтони Рамос ― Джон Лоуренс / Филипп Гамильтон
- Филлипа Су — Элизабет Гамильтон
- Сидни Джеймс Харкорт ― Филип Скайлер
- Тэйн Джасперсон ― Сэмюэл Сибери
- Джон Руа ― Чарльз Ли
- Эфраим Сайкс ― Джордж Икер
- Ариана Дебос — «Пуля»

## Музыкальные номера
- «My Shot (Rise Up Remix)»
- «Dear Theodosia»
- «Exit Music»

## Производство
Фильм смонтирован вместе из трех выступлений Гамильтона в Театре Ричарда Роджерса в центре Манхэттена в июне 2016 года с оригинальными главными актёрами Бродвея, до ухода Миранды, Лесли Одома-младшего, Филиппы Су и Арианы Дебоз из постановки. В фильме задействовано большинство оригинального бродвейского актёрского состава, за исключением участниц ансамбля Бетси Струкнесс и Эмми Рейвер-Лэмпман, которые ушли в марте и апреле 2016 года соответственно – их роли исполняют Хоуп Истербрук и Элизабет Джадд. Джонатан Грофф, который в апреле отказался от роли короля Георга III и был заменен Рори О'Мэлли, вернулся к постановке, чтобы исполнить свою роль в фильме. Он также озвучивает своего персонажа перед показом в начале фильма, приветствуя зрителей на шоу.
3 февраля 2020 года было объявлено, что Walt Disney Studios приобрела права на распространение фильма по всему миру за 75 миллионов долларов. Disney успешно перекупила нескольких конкурентов, включая Warner Bros. Pictures, 20th Century Fox и Netflix, которые все выразили заинтересованность в правах на фильм. Сделка, которая, как сообщается, является одним из самых дорогих приобретений, была согласована президентом Walt Disney Pictures Шоном Бейли и была запущена после того, как генеральный директор Disney Боб Айгер обратился к продюсерам с личной заинтересованностью в приобретении прав на фильм. Продюсерами фильма выступили Миранда, Джеффри Селлер и Кейл.

## Выпуск
Первоначально фильм был запланирован на широкий прокат 15 октября 2021 года компанией Walt Disney Studios Motion Pictures, но позже был перенесен на 3 июля 2020 года на канал Disney +, как было объявлено 12 мая 2020 года вследствие пандемии COVID-19. Этот шаг был также сделан для того, чтобы фильм вышел в прокат как раз к выходным четвёртого июля, приуроченным к 244-й годовщине независимости Соединённых Штатов.

## Приём
В выходные дни выхода фильма приложение Disney+ было загружено 266 084 раза, что на 72% больше, чем за последние четыре недели. Поставщик телевизионной аналитики Samba TV сообщил, что 2,7 миллиона домохозяйств США транслировали фильм за первые 10 дней на Disney +. В августе 2020 года сообщалось, что 37,1% подписчиков (около 22 миллионов) посмотрели фильм за первый месяц. В ноябре журнал Variety сообщил, что до этого момента фильм был самым просматриваемым прямым потоковым фильмом 2020 года. В декабре исследовательская фирма Screen Engine сообщила, что «Гамильтон» стал вторым по популярности фильмом 2020 года после «Чудо-женщины 1984» от HBO Max.